# La Paloma ade
La Paloma (ade/adieu) is een lied dat is geschreven door de Spaanse componist Sebastián Iradier, die later zijn naam wijzigde in Yradier. Iradier haalde de inspiratie voor dit op een habanera-ritme gebaseerd lied uit een reis die hij maakte op Cuba. Het jaar was 1861. La Paloma betekent de duif. Het lied begon aan een kleine zegetocht over de gehele wereld. Het werd naar talloze talen overgezet en door talloze artiesten gezongen van Heino tot Bill Haley tot Carla Bley en Mireille Mathieu. Elvis Presley zong zijn versie No more.
Het originele thema van het lied is terug te voeren op de oorlogen tussen Perzië en Griekenland. Vanaf een zinkend schip vlogen witte duiven terug naar het vaderland, zo de liefde weergevend van de stervende soldaten en zeemannen aan hun geliefden, die op het vasteland op de zeelui zaten te wachten. In de diverse versies ging de originele betekenis verloren, maar dat liefde de dood overwint bleef altijd het thema.

## Versie van Mathieu
La Paloma ade is een single van Mireille Mathieu. Hij is afkomstig van haar album met dezelfde titel. La Paloma ade was een van de weinige singles van Mathieu die de Nederlandse hitparades wist te halen. In deze versie vertrekt een zeeman en zijn geliefde aan de wal moet zich geen zorgen maken, liefde overwint dood.

### Hitnotering
In Duitsland haalde hij de eerste plaats in de single top 50 in de eerste week van januari 1974. In Zwitserland en Oostenrijk haalde hij de derde plaats.

#### Nederlandse Top 40
| Hitnotering: week 43 t/m 51 in 1973 | Hitnotering: week 43 t/m 51 in 1973 | Hitnotering: week 43 t/m 51 in 1973 | Hitnotering: week 43 t/m 51 in 1973 | Hitnotering: week 43 t/m 51 in 1973 | Hitnotering: week 43 t/m 51 in 1973 | Hitnotering: week 43 t/m 51 in 1973 | Hitnotering: week 43 t/m 51 in 1973 | Hitnotering: week 43 t/m 51 in 1973 | Hitnotering: week 43 t/m 51 in 1973 | Hitnotering: week 43 t/m 51 in 1973 |
| Week:                               | 1                                   | 2                                   | 3                                   | 4                                   | 5                                   | 6                                   | 7                                   | 8                                   | 9                                   |                                     |
| ----------------------------------- | ----------------------------------- | ----------------------------------- | ----------------------------------- | ----------------------------------- | ----------------------------------- | ----------------------------------- | ----------------------------------- | ----------------------------------- | ----------------------------------- | ----------------------------------- |
| Positie:                            | 20                                  | 8                                   | 7                                   | 6                                   | 8                                   | 12                                  | 23                                  | 35                                  | 40                                  | uit                                 |

#### NederlandseDaverende 30
| Hitnotering: 13-10-1973 t/m 14-12-1973 | Hitnotering: 13-10-1973 t/m 14-12-1973 | Hitnotering: 13-10-1973 t/m 14-12-1973 | Hitnotering: 13-10-1973 t/m 14-12-1973 | Hitnotering: 13-10-1973 t/m 14-12-1973 | Hitnotering: 13-10-1973 t/m 14-12-1973 | Hitnotering: 13-10-1973 t/m 14-12-1973 | Hitnotering: 13-10-1973 t/m 14-12-1973 | Hitnotering: 13-10-1973 t/m 14-12-1973 | Hitnotering: 13-10-1973 t/m 14-12-1973 | Hitnotering: 13-10-1973 t/m 14-12-1973 |
| Week:                                  | 1                                      | 2                                      | 3                                      | 4                                      | 5                                      | 6                                      | 7                                      | 8                                      | 9                                      |                                        |
| -------------------------------------- | -------------------------------------- | -------------------------------------- | -------------------------------------- | -------------------------------------- | -------------------------------------- | -------------------------------------- | -------------------------------------- | -------------------------------------- | -------------------------------------- | -------------------------------------- |
| Positie:                               | 25                                     | 20                                     | 14                                     | 7                                      | 8                                      | 8                                      | 8                                      | 13                                     | 23                                     | uit                                    |

#### BelgischeBRT Top 30
Het lied schoot de Belgische hitparade van die tijd in, maar kwam nooit op de nummer 1-positie terecht.
| Hitnotering: 17-11-1973 t/m | Hitnotering: 17-11-1973 t/m | Hitnotering: 17-11-1973 t/m | Hitnotering: 17-11-1973 t/m | Hitnotering: 17-11-1973 t/m | Hitnotering: 17-11-1973 t/m | Hitnotering: 17-11-1973 t/m | Hitnotering: 17-11-1973 t/m | Hitnotering: 17-11-1973 t/m | Hitnotering: 17-11-1973 t/m | Hitnotering: 17-11-1973 t/m | Hitnotering: 17-11-1973 t/m | Hitnotering: 17-11-1973 t/m |
| Week:                       | 1                           | 2                           | 3                           | 4                           | 5                           | 6                           | 7                           | 8                           | 9                           | 10                          | 11                          |                             |
| --------------------------- | --------------------------- | --------------------------- | --------------------------- | --------------------------- | --------------------------- | --------------------------- | --------------------------- | --------------------------- | --------------------------- | --------------------------- | --------------------------- | --------------------------- |
| Positie:                    | 4                           | 8                           | 3                           | 5                           | 4                           | 3                           | 13                          | 14                          | 12                          | 29                          | 23                          | uit                         |

## Versie van Fischer Chöre
La Paloma kende in Nederland een tweede succes in de uitvoering van het Fischer Chöre. Het succes van Mathieu kon daarbij niet geëvenaard worden.

### Hitnotering

#### Nederlandse Top 40
| Hitnotering: week 53 in 1977 t/m 4 in 1978 | Hitnotering: week 53 in 1977 t/m 4 in 1978 | Hitnotering: week 53 in 1977 t/m 4 in 1978 | Hitnotering: week 53 in 1977 t/m 4 in 1978 | Hitnotering: week 53 in 1977 t/m 4 in 1978 | Hitnotering: week 53 in 1977 t/m 4 in 1978 | Hitnotering: week 53 in 1977 t/m 4 in 1978 |
| Week:                                      | 1                                          | 2                                          | 3                                          | 4                                          | 5                                          |                                            |
| ------------------------------------------ | ------------------------------------------ | ------------------------------------------ | ------------------------------------------ | ------------------------------------------ | ------------------------------------------ | ------------------------------------------ |
| Positie:                                   | 36                                         | 33                                         | 32                                         | 36                                         | 40                                         | uit                                        |

#### NederlandseDaverende 30
| Hitnotering: 21-1-1978 t/m 3-2-1978 | Hitnotering: 21-1-1978 t/m 3-2-1978 | Hitnotering: 21-1-1978 t/m 3-2-1978 | Hitnotering: 21-1-1978 t/m 3-2-1978 |
| Week:                               | 1                                   | 2                                   |                                     |
| ----------------------------------- | ----------------------------------- | ----------------------------------- | ----------------------------------- |
| Positie:                            | 29                                  | 29                                  | uit                                 |

#### BelgischeBRT Top 30
In België haalde deze uitvoering de hitlijst niet.